# Poma de Lleida
Poma de Lleida és un indicatiu de qualitat del tipus Productes de la Terra atorgat el 2003 a la producció de pomes de les comarques de ponent Les Garrigues, la Noguera, Pla d'Urgell, El Segrià i L'Urgell. Les varietats predominants són Gala, Delicious, Golden, Granny Smith i Reineta, complementades amb altres varietats de grups com Elstar, Braeburn, Jonagold o Fuji.
Es treballa amb unes rigoroses condicions de cultiu i selecció que fan que gran part de la producció correspongui a les categories Extra i Primera, caracteritzades per calibres grans, elevat nivell de sucre, i tècniques de producció i conservació no agressives i adaptades les tècniques de Producció integrada, certificades pel Consell Català de la Producció Integrada. Han de dur una etiqueta que en garanteixi l'origen geogràfic.
La producció de pomes a les comarques de ponent començà a finals del S.XIX al sud del Segrià, i rebé un impuls definitiu a la dècada dels 60 del S. XX amb el boom de fructicultura que experimentà el territori. L'entrada a la Comunitat Europea s'aprofità per realitzar una profunda tecnificació en la producció i un fort desenvolupament de la comercialització. El 2011 la pomera ocupava 7.004 ha de conreu a la zona, amb una producció total de 238.754 tn. La varietat Golden segueix sent la més conreada amb un total de 4.143 ha el mateix any. A Lleida, s'hi concentra més del 70% de la producció de poma de Catalunya i la meitat de tot l'Estat espanyol.

## Principals varietats

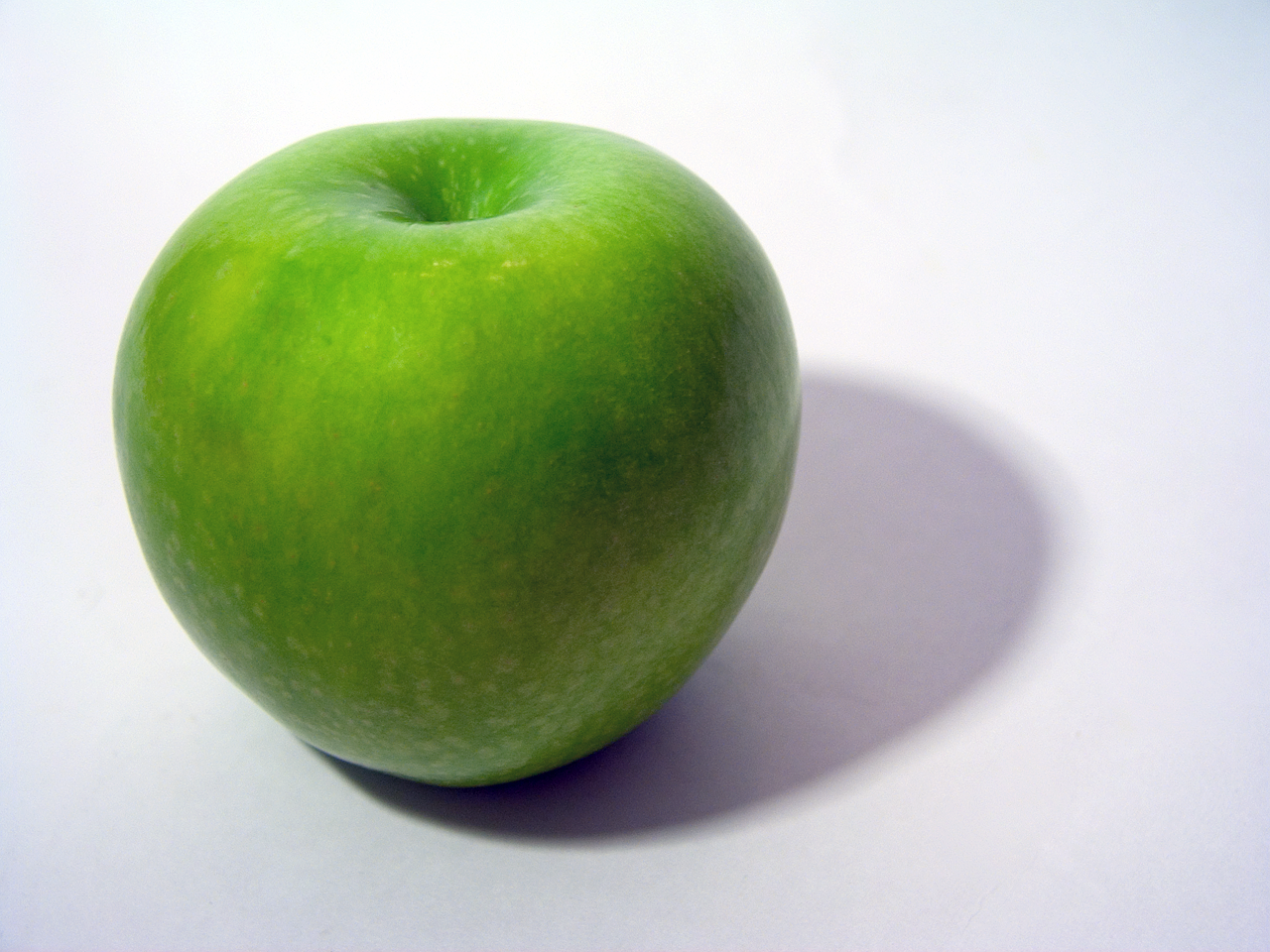
Granny Smith
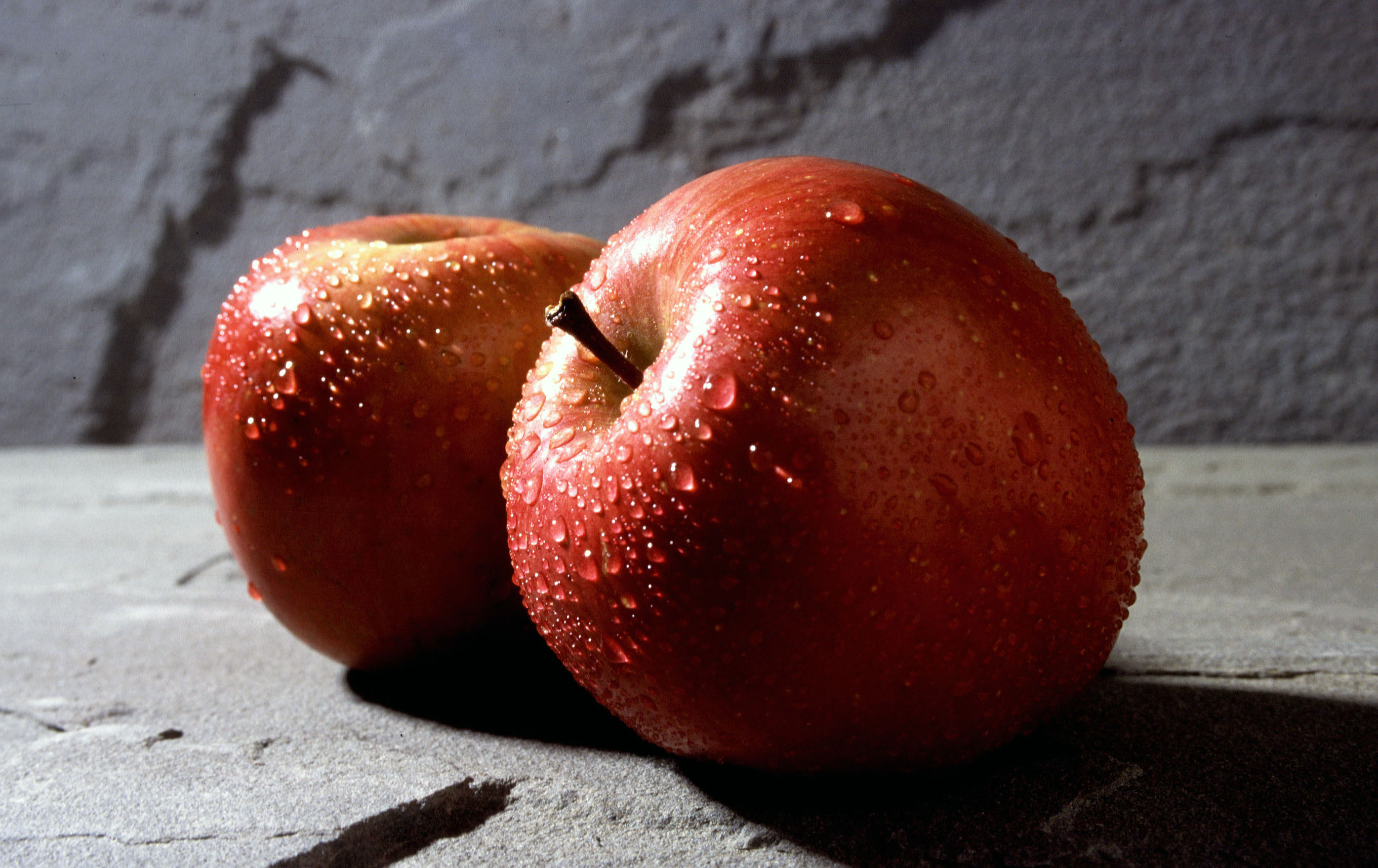
Fuji
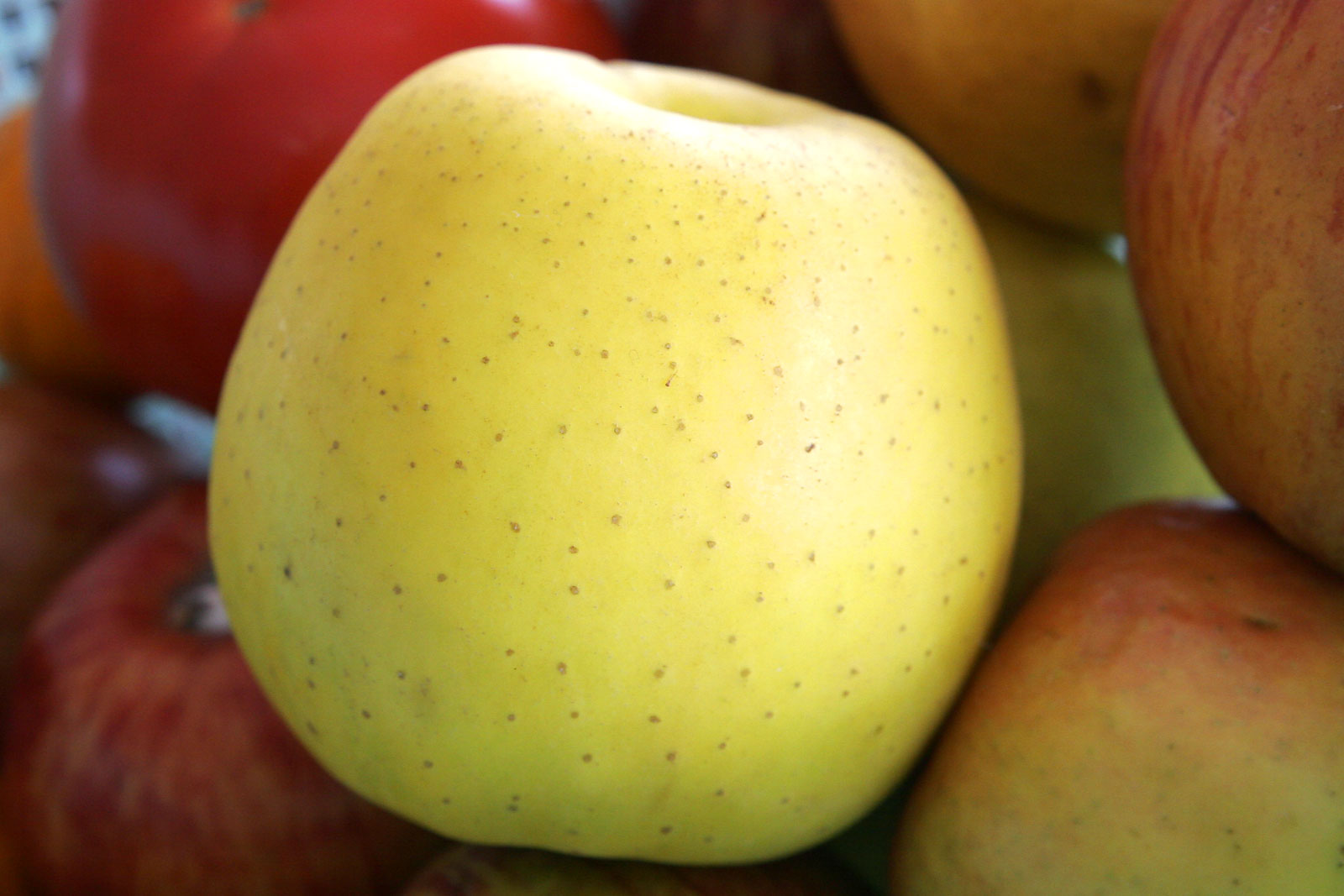
Golden Delicious
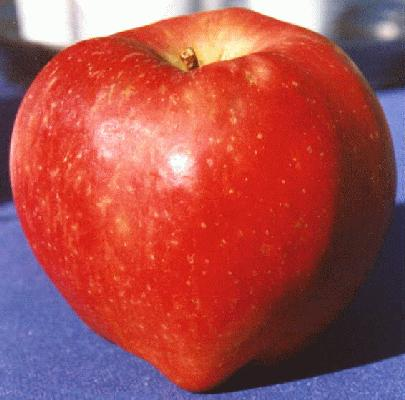
Red Delicious
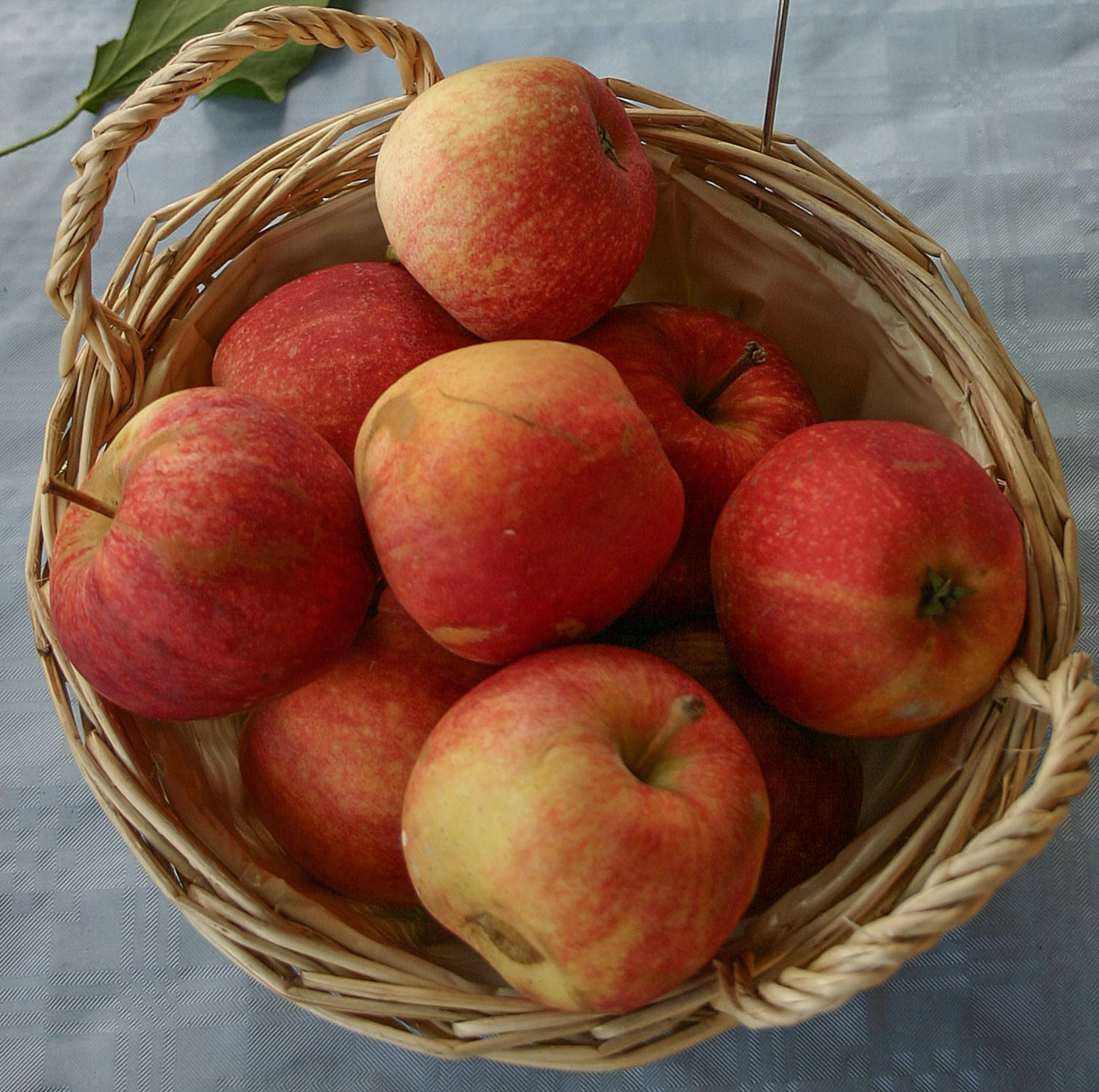
Royal Gala
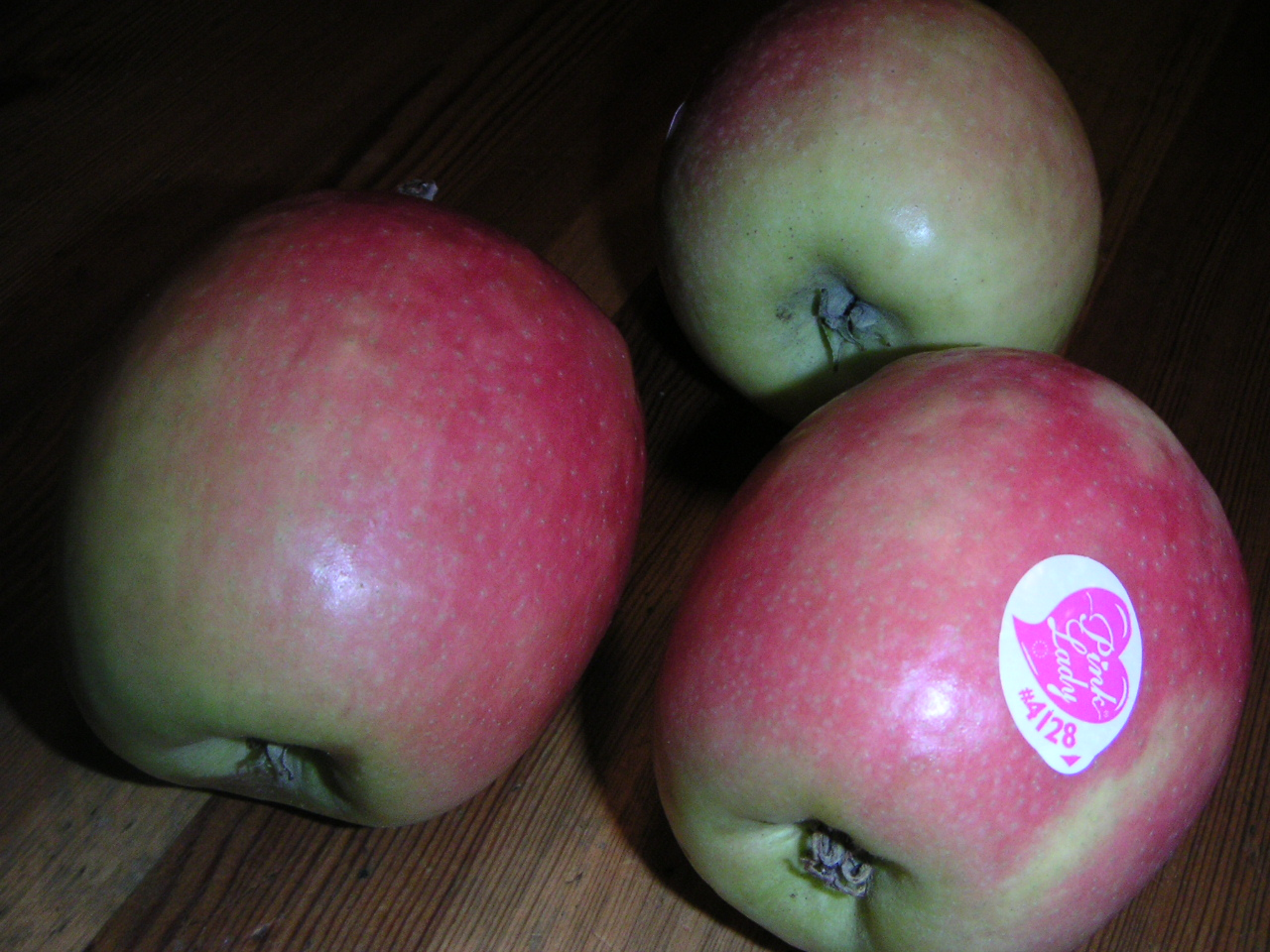
Pink Lady
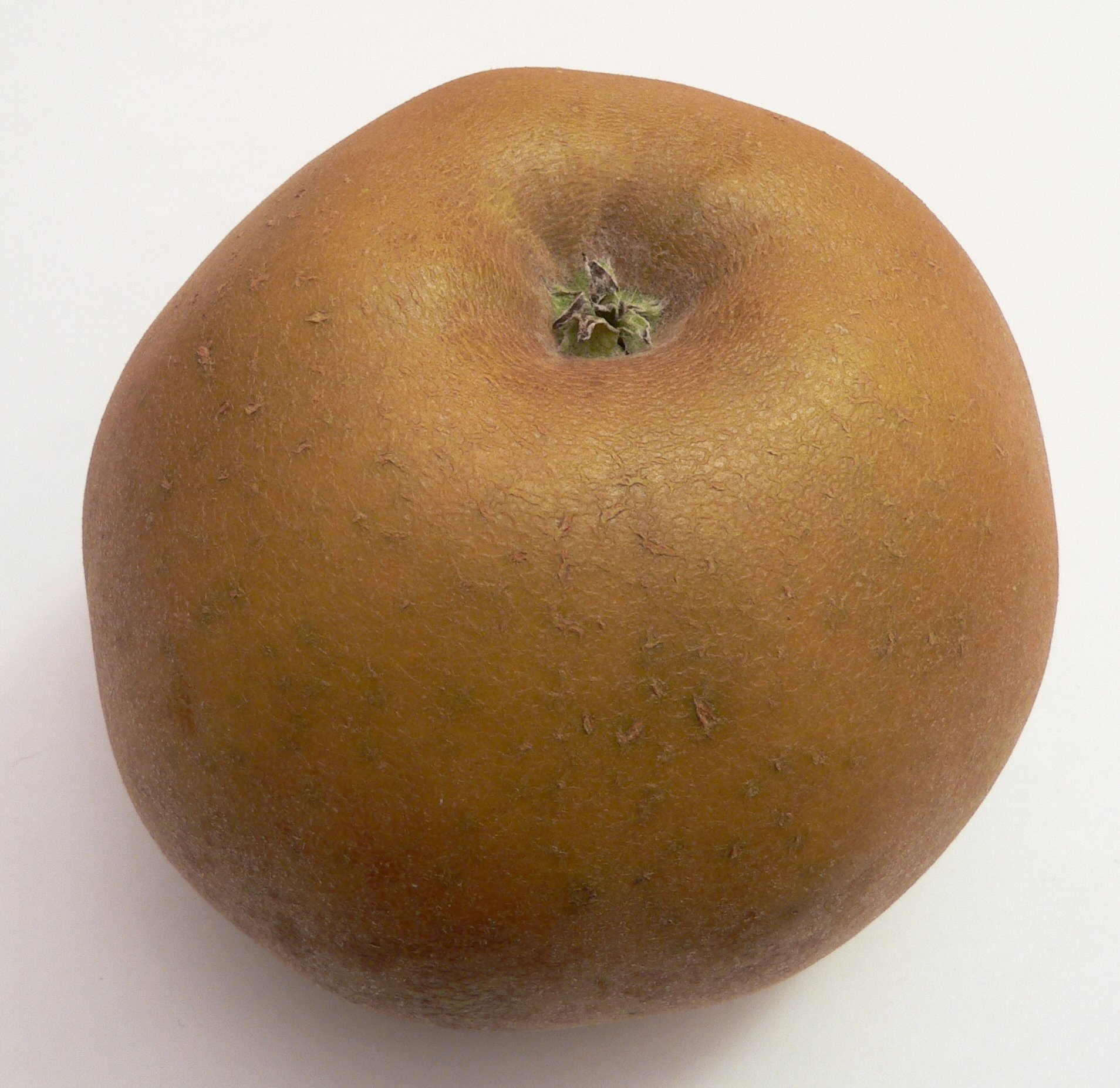
Reineta del Canadà
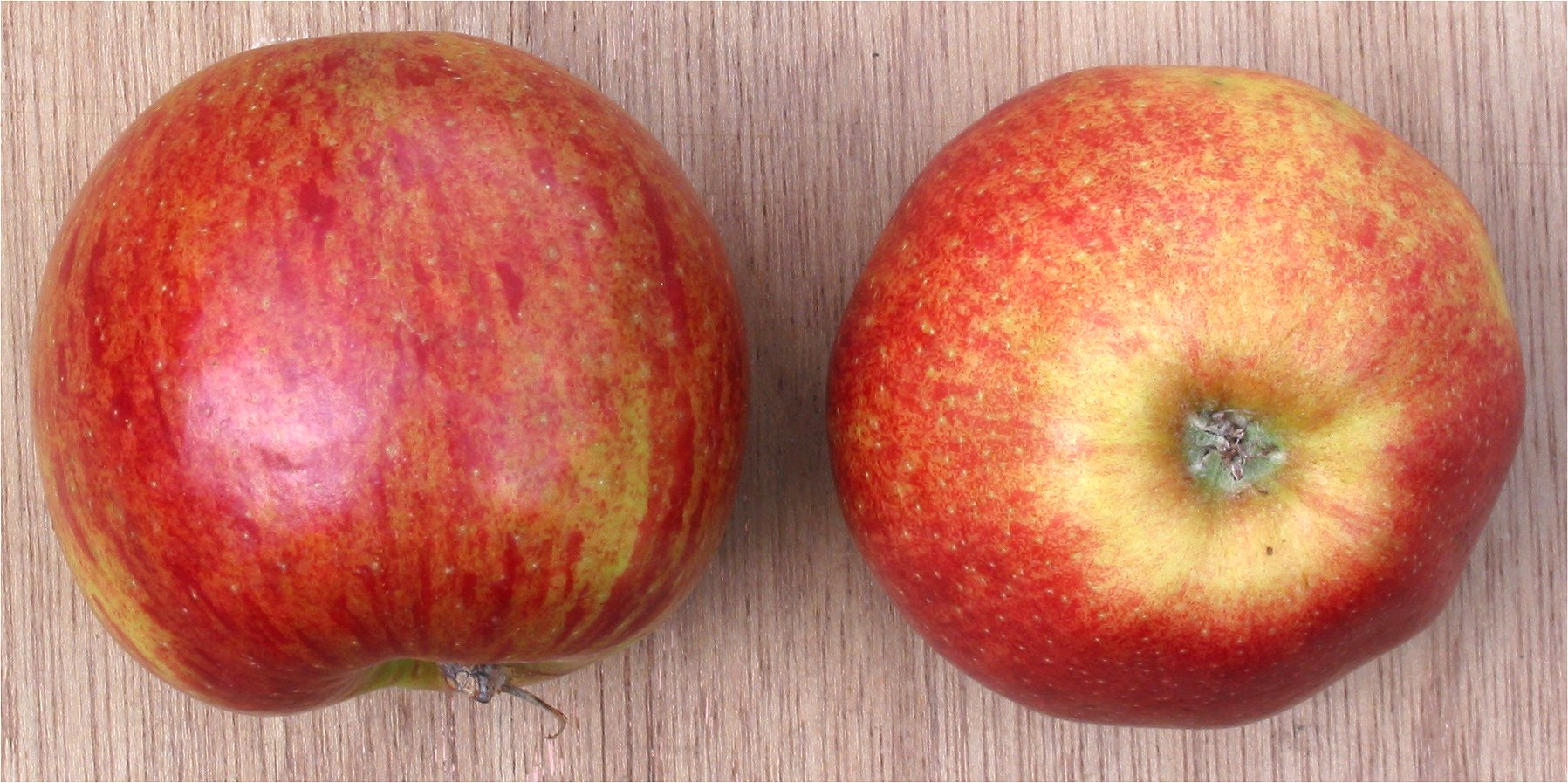
Jonagold